# Champtocé-sur-Loire
Champtocé-sur-Loire é uma comuna francesa na região administrativa da Pays de la Loire, no departamento de Maine-et-Loire. Estende-se por uma área de 36,76 km². Em 2010 a comuna tinha 1 901 habitantes (densidade: 51,7 hab./km²).